# Memel II
Memel II est un village du Cameroun situé dans la région du Sud et le département de l'Océan. Il fait partie de la commune de Bipindi et se trouve à 16 km de Bipindi sur la route qui relie Bipindi à Song Mahi.

## Population
En 1966, la population était de 185 habitants. Le village disposait avant 1966 d'une école publique à cycle complet. Lors du recensement de 2005, le village comptait 495 habitants dont 254 hommes et 241 femmes, principalement des Bassa.